# 몰슨 쿠어스
몰슨 쿠어스(영어: Molson Coors)는 미국과 캐나다의 음료회사다. 미국 일리노이주 시카고에 본사를 두고 있으며, 콜로라도주 골든과 퀘벡주 몬트리올에도 메인 사무실을 두고 있다.
몰슨 쿠어스는 2005년 캐나다의 몰슨과 미국의 쿠어스가 합병하여 설립되었다.
2016년에 몰슨 쿠어스는 약 120억 달러에 밀러 브루잉 컴퍼니를 인수했다. 이 계약을 통해 몰슨 쿠어스는 세계 3위의 양조업체가 되었다.
몰슨 쿠어스는 뉴욕 증권거래소와 토론토 증권거래소에 모두 상장된 회사다.